# Nnimmo Bassey

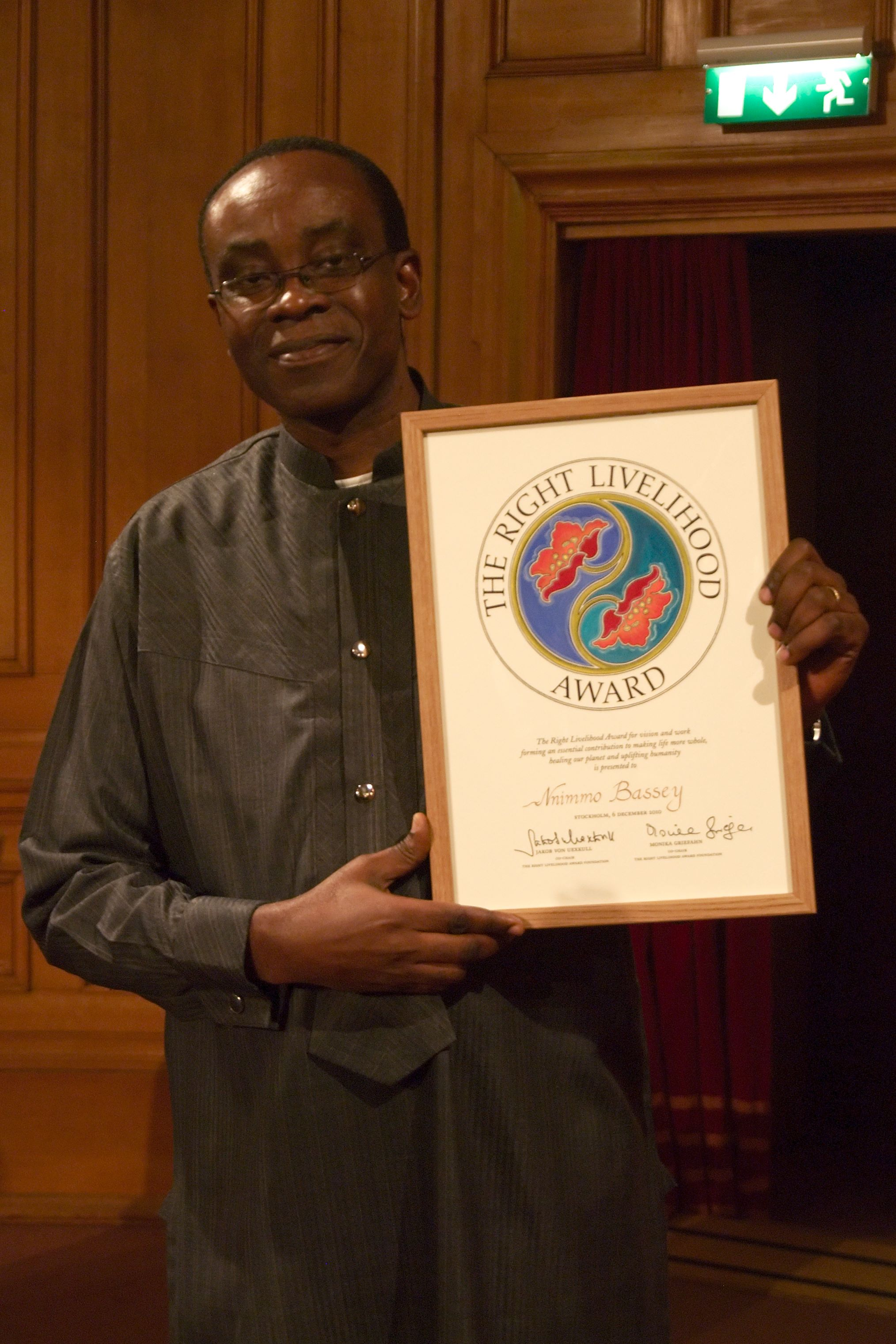
Nnimmo Bassey med sitt Right Livelihood Award

Nnimmo Bassey, född 11 juni 1958, är en nigeriansk arkitekt, miljöaktivist, författare och poet, som var ordförande för Friends of the Earth International mellan åren 2008 och 2012. Han var verkställande direktör för Environmental Rights Action i två decennier. Han var en av tidningen Times "Heroes of the Environment 2009". År 2010 tilldelades Nnimmo Bassey Right Livelihood Award, och 2012 tilldelades han Rafto-priset. Han sitter i den rådgivande styrelsen för Health of Mother Earth Foundation, en tankesmedja och opinionsbildande organisation för miljöfrågor.

## Biografi
Nnimmo Bassey studerade arkitektur, arbetade inom den offentliga sektorn (i 10 år) och fortsatte därefter med privat praktik. Han var aktiv i mänskliga rättighetsfrågor på 1980-talet när han tjänstgjorde i styrelsen för Nigerias Civil Liberties Organization. 1993 grundade han en nigeriansk ideell organisation, Environmental Rights Action (ERA, Friends of the Earth Nigeria) för att driva opinion, utbilda och organisera kring miljöfrågor i Nigeria. 
Från 1996 ledde Bassey and ERA Oilwatch Africa. Med början 2006 ledde han även Global South Network, Oilwatch International i en strävan att mobilisera samhällen mot ökad utvinning av fossila bränslen. 
Bassey har arbetat i kommittéerna för både Oilwatch International och den regionala grenen Oilwatch Africa sedan starten. Oilwatch Africa har medlemskap i, bland annat, Nigeria, Tchad, Kamerun, Demokratiska republiken Kongo, Ghana, Uganda, Sydafrika, Togo, Kenya, Swaziland, Moçambique, Mali, Sudan och Sydsudan. Medlemskap i Oilwatch International sprider sig över Sydamerika, Sydostasien, Afrika, Europa och Nordamerika. Nätverket arbetar för att motverka destruktiv utvinning av olja, gas och kol. 
2011 grundade Bassey den ekologiska tankesmedjan Health of Mother Earth Foundation som främjar miljö / klimaträtt och matsuveränitet i Nigeria och Afrika. Vid FN:s klimatkonferens 2009 i Köpenhamn blev Bassey - trots att han var ackrediterad - utestängd från ett möte.

## Publikationer
- To Cook a Continent: Destructive Extraction and the Climate Crisis in Africa Utgivare: Fahamu (1 jul 2010)ISBN 1-906387-53-2 ISBN 978-1-906387-53-2

Andra böcker av Nnimmo Bassey:
1. Patriots & Cockroaches (Dikter) 1992 ISBN 9789782081179 ISBN 9782081175
2. Beyond Simple Lines: the Architecture of Chief G.Y. Aduku and Archcon (med Okechukwu Nwaeze) 1993
3. The Management of Construction [1994]
4. Poems on The Run (Dikter) 1994
5. Oilwatching in South America (Miljö) [1997]
6. Intercepted (Dikter) 1998
7. We Thought It Was Oil But It Was Blood (Dikter), 2002
8. Genetically Modified Organisms: the African Challenge (2004)
9. Living Houses (Arkitektur), 2005
10. Knee Deep in Crude, ERA Field Reports, ed (2009)
11. The Nigerian Environment and the Rule of Law, ed (2009)
12. I will Not Dance to Your Beat (Dikter), Kraft Books, Ibadan. 2011
13. We Thought It Was Oil But It Was Blood- Resistance to Military-Corporate Wedlock in Nigeria and Beyond. (TNI/Pluto Press, 2015)
14. Oil Politics- Echoes of Ecological Wars- (Daraja Press, 2016) Trade and human rights in the Niger Delta